# 柯平
柯平（？—1680年）為東寧王朝的文官，父親為延平王鄭成功的中衝鎮柯宸樞。父親與叔父柯宸梅於漳浦盤陀嶺陣歿後，鄭成功召見之，並納為麾下，任「監紀」一職。1661年，柯平從王征討佔領荷屬台灣。翌年，任天興縣知事，居大目降。1666年（鄭氏永曆二十年），延平王鄭經設六官，以柯平為刑官。
1669年，清朝興化府知府慕天顏來東寧議和，柯平與禮官葉亨以明制衣冠前往泉州談判，觀者如市。會議間，柯平等人堅持將東寧比照朝鮮事例辦理：「不削髮，不易服，但稱臣納貢，而世守臺灣。」然而清廷方面否決此提議，和議遂不成功。
1674年，柯平從鄭經西征。1680年，隨鄭經兵敗返回東寧，染病去世。